# Svengelska
Svengelska eller Anglicism beskriver brukandet av engelska ord i det svenska språket. Vanligtvis sker förändringar i uttal för att följa den lokala dialektens regler, men på senare år har brukandet av engelskt uttal blivit vanligare.
Exempel på svengelska är printa för "skriva ut", joina för "ansluta sig", mingla för att "umgås" och dejt för "träff". Ett direktöversatt engelskt idiomatiskt uttryck kallas dock en anglicism. Ett exempel är "Ska vi kalla det en dag?" från engelskans Shall we call it a day?. På en idiomatisk, eller rent av kongenial översättning, skulle man kunna skriva Ska vi stänga butiken? eller ännu enklare Nä, nu går vi hem.
En svenskamerikan på besök i "det gamla landet" kunde berätta om en olyckshändelse så här:
Ner i minan fell en rock over honom och killade honom på spotten
 (Nere i gruvan föll ett klippblock över honom och dödade honom på fläcken)
Engelska ord som i huvudbetydelse inte betyder samma sak på engelska som de betyder på svenska (felöversättning) kallas också pseudoanglicism.

## Svengelska och Swenglish
Jämför den relaterade termen Swenglish. Denna syftar på engelska talad med kraftig svensk brytning och/eller uppblandad med svenska ord när talarens engelska ordförråd inte räcker till.